# Ревда
Ревда (рус. Ревда) град је у Русији у Свердловској области. Према попису становништва из 2010. у граду је живело 61.890 становника.

## Становништво
Према прелиминарним подацима са пописа, у граду је 2010. живело 61.890 становника, 777 (1,24%) мање него 2002.
| 1939.  | 1959.  | 1970.  | 1979.  | 1989.  | 2002.  | 2010.  |
| ------ | ------ | ------ | ------ | ------ | ------ | ------ |
| 32.191 | 54.870 | 59.114 | 62.943 | 65.757 | 62.667 | 61.875 |